# 베르미첼리

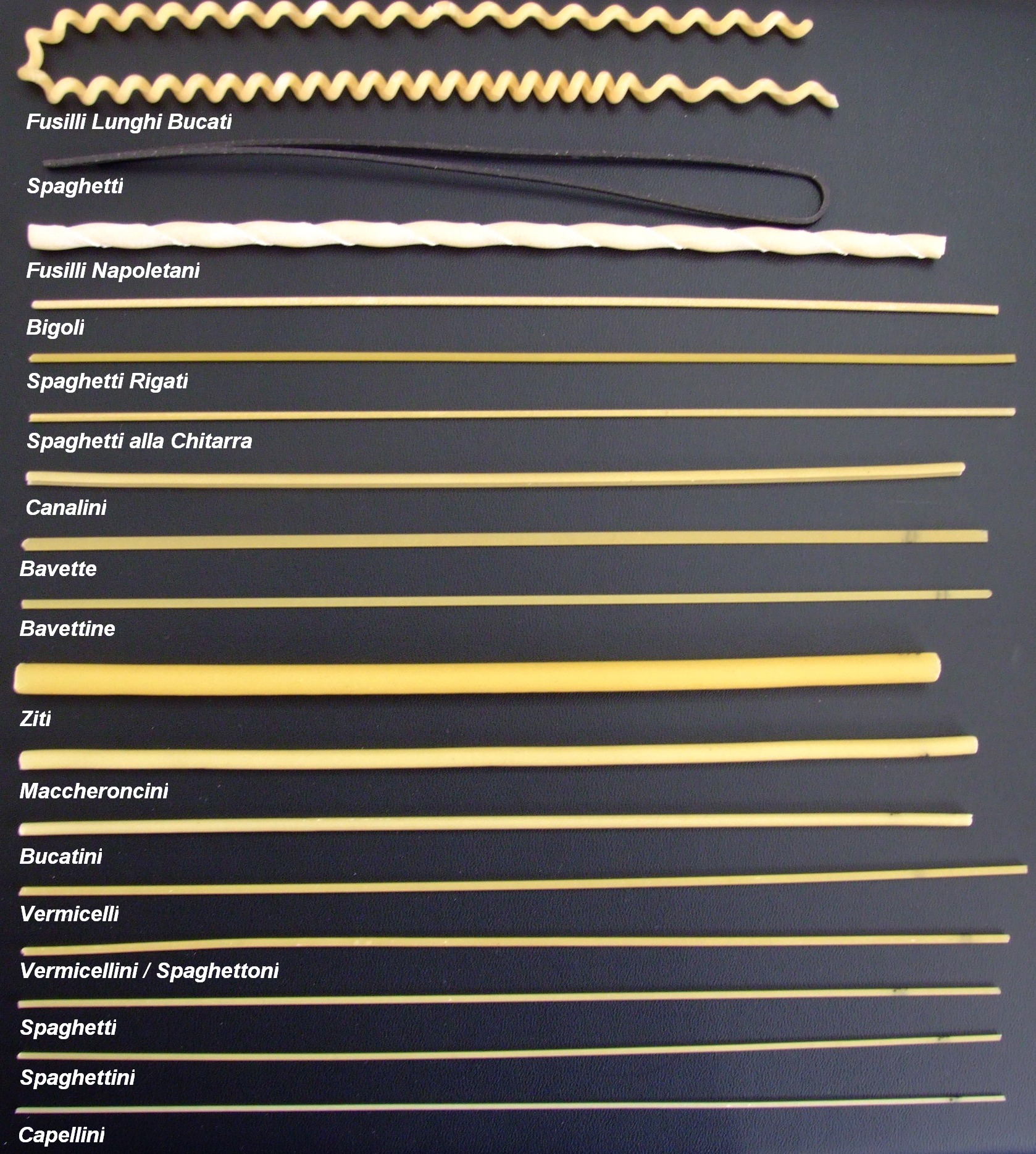
긴 파스타 종류

베르미첼리(이탈리아어: vermicelli, 단수: vermicello 베르미첼로[*])는 이탈리아의 파스타이다. 스파게티보다 굵다.
이탈리아에서는 파스타들의 지름을 다음과 같이 규정하고 있다.
| 종류         | 굵기              |
| ------------ | ----------------- |
| 베르미첼리   | 지름 2.08~2.30 mm |
| 스파게티     | 지름 1.92~2.00 mm |
| 베르미첼리니 | 지름 1.75~1.80 mm |

## 버미셀리
미국 등지에서는 스파게티보다 얇은 파스타를 버미셀리(영어: vermicelli)라 부른다.
미국의 National Pasta Assosiation은 버미셀리와 스파게티의 지름을 다음과 같이 규정하고 있다.
| 종류     | 굵기                             |
| -------- | -------------------------------- |
| 버미셀리 | 지름 0.06 인치 (1.5 mm) 이하     |
| 스파게티 | 지름 0.06–0.11 인치 (1.5–2.8 mm) |

이탈리아의 피델리니(지름 1.37~1.47 mm)와 카펠리니(지름 0.85~.0.92 mm), 카펠리 단젤로(지름 0.78~0.88 mm)가 미국에서 "버미셀리"로 분류될 수 있으며, 이탈리아의 베르미첼리(지름 2.08~2.30 mm)나 베르미첼리니(지름 1.75~1.80 mm)는 미국에서 "버미셀리"로 분류되지 않는다.
영어권에서는 미수앙이나 소면 등이 "버미셀리"로 불리기도 하며, 미펀과 세바이 등이 쌀 버미셀리(rice vermicelli)로, 녹두당면이 콩 버미셀리(bean vermicelli)로 불리기도 한다.

### 부순 버미셀리
부순 버미셀리(broken vermicelli)는 잘게 부수거나 자른 버미셀리이다. 남아시아와 서남아시아, 북아프리카에 이르는 지역에서 흔히 볼 수 있다.
남아시아에서는 쌀로 만든 세바이와 밀로 만든 세미야(텔루구어: సేమియా, 타밀어: சேமியா)가 모두 "버미셀리"라 불린다.
마그레브에서는 "삽파 국수"라는 뜻의 샤리야 앗삽파(شعرية السفة)로 불린다. 쿠스쿠스 요리에서 세몰리나 대신 쓰이기도 한다.
터키에서는 텔 셰흐리예(tel şehriye)로 불리며, 셰흐리예의 하나이다. 주로 초르바(수프)에 넣어 먹는다.

## 사진

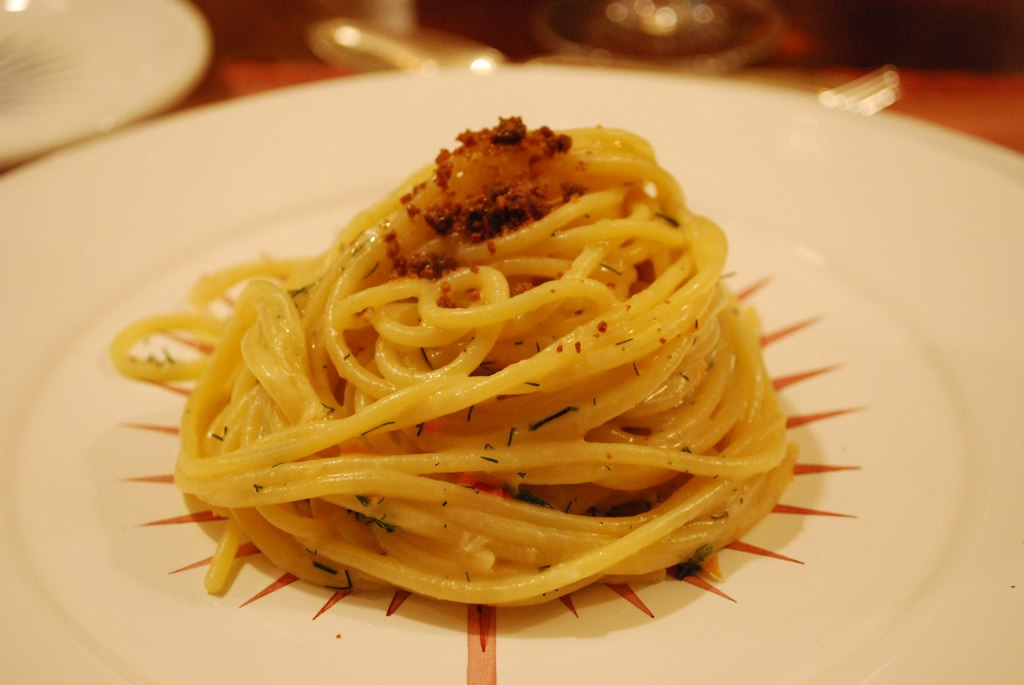
베르미첼리
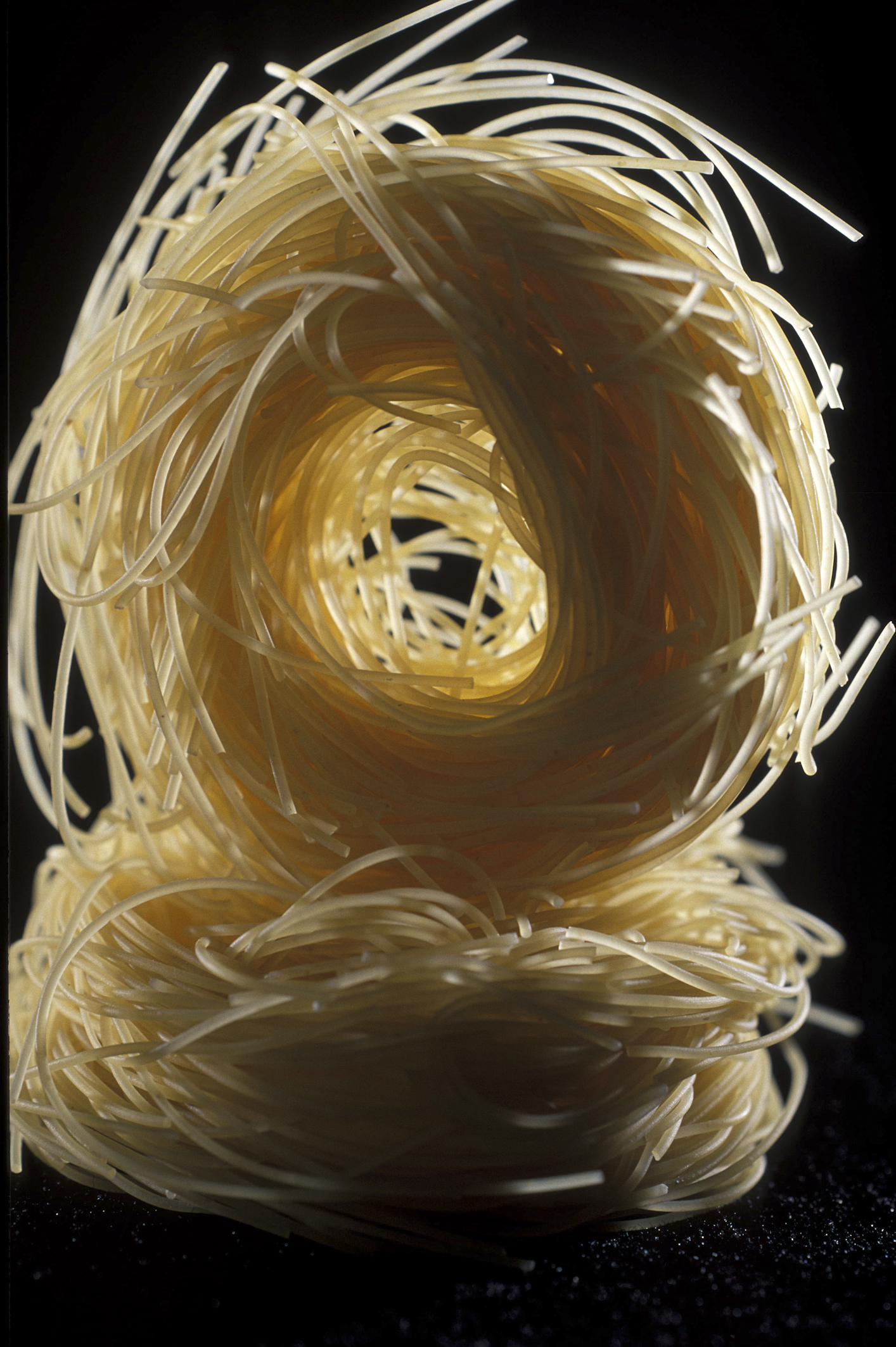
버미셀리
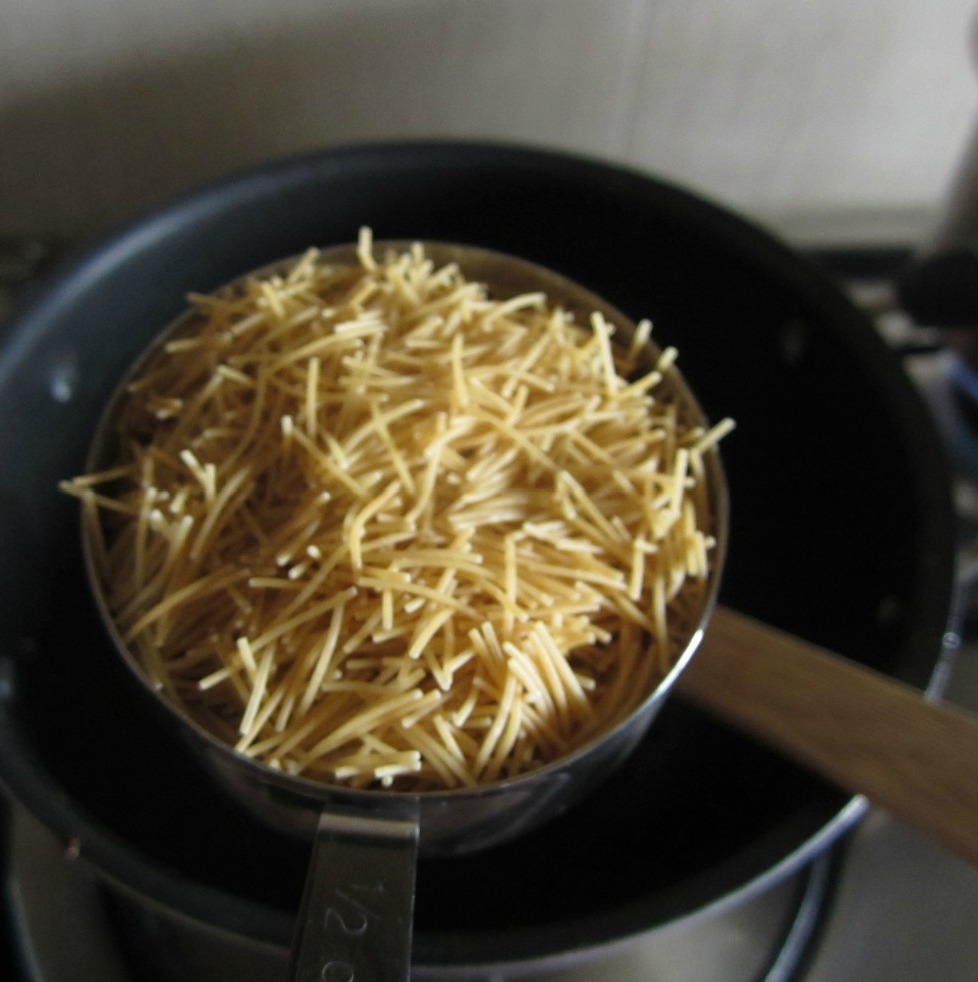
부순 버미셀리

## 같이 보기
- 세브
- 텔 카다이으프